# Огінські

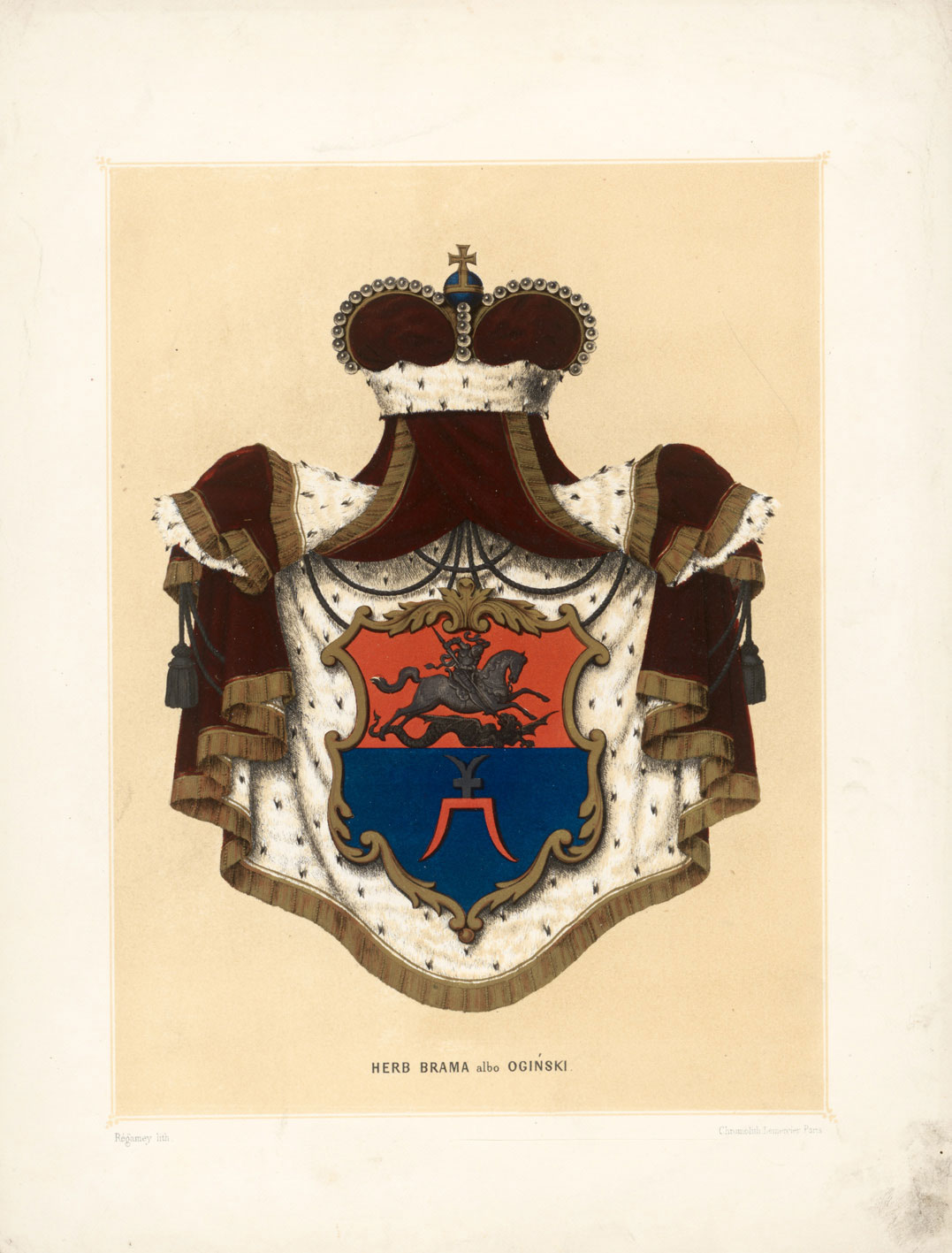
Родовий герб Огинських

Огінські — русько-литовсько-польський княжий магнатський рід герба «Огинець», представники якого відігравали велику роль в державному, суспільно-політичному і культурному житті Білорусі, Литви, Польщі, України і Росії. Свій початок Огінські беруть від Рюриковичів, в XVII столітті прийняли католицтво. Тоді ж рід поділився на дві гілки:
- старшу (у 17 — початок 19 сторіччя користувалася графським титулом);
- молодшу (втратила княжий титул).

Найвідоміші з роду — Міхал Казимир Огинський, Богдан Огинський, Міхал Клеофас Огинський.

## Родовід
Василь Глазина (Глушонок), отримав від великого князя Казимира маєток Мстиславець на Смоленщині. На початку 1480-х років перейшов до великого князя московського Івана III.
1. Іван Васильович Пузина[be] (Глазина, Пузинич), утік до Москви, але його дружина й діти повернулися до ВКЛ
  1. Юрій Іванович, згадується 1496 року
  2. Дмитро Іванович Пузина (Глушонок)[be] (? — до 1510), у 1486—1487 роках отримав від вел. кн. Казимира землі на Смоленщині, пізніше від вел. кн. Олександра маєток Оґінти[lt] в Жижморському повіті.
    1. Богдан (? — до 1555), 1510 року отримав у спадщину маєток Оґінти.
      1. Матвій (Мацей) (?—1564), засновник старшої гілки, представники якої вживали князівський, потім графський титул; тивун віленський, ловчий литовський, 1556 року підписався князем Огінським.
      2. Федір (?—1575), засновник молодшої, браславської гілки, представники якої втратили князівський титул

  3. Іван (?—1515), замість утрачених під час воєн із Московською державою земель на Смоленщині отримав 1514 р. від вел. князя Сигізмунда Старого маєток Носове у Мельницькому повіті.
    1. Тиміш (Тимофій) Пузина, родоначальник Пузинів

  4. Лев
  5. Міхал, у битві над Ведрошею 1500 р. потрапив до московського полону.
  6. Андрій
2. Олехно Васильович Глазина (Олександр Глазинін, ? — до 1508), брав участь у війні з Тевтонським орденом 1458 року, окольничий смоленський (з 1486), намісник лучинський (1494—1500). Одружений із донькою Семена Сапіги[be].
  1. Федора Глазинова, дружина Олександра Солтановича[be], маршалка господарського.

### Старша (князівська) гілка
Матвій (Мацей) (?—1564), засновник старшої гілки, представники якої вживали князівський, потім графський титул; тивун віленський, ловчий литовський, 1556 року підписався князем Огінським.
1. Богдан (?—1625), полковник війська Великого князівства Литовського, підкоморій троцький.
  1. Роман (?)
  2. Ян Фелікс (1592—1640), староста та каштелян мстиславський.
  3. Олександр Богданович (1590—1653), хорунжий надвірний литовський, воєвода мінський, каштелян троцький.
    1. Богдан[pl] (? — 1649), підчаший брацлавський, хорунжий надвірний литовський
    2. Ян (? — 1678)
    3. Марціян Александр (1632—1690), чашник, підстолій, стольник і крайчий великий литовський, воєвода троцький, великий канцлер литовський.
    4. Олександра[be], дружина Анджея Казімєжа Завіші[be]

  4. Дмитро
    1. Юрій (?)

  5. Самійло Лев (бл. 1595—1657), стольник і тивун троцький.
    1. Шимон Кароль (бл. 1620—1699), великий мечник литовський, воєвода мстиславський.
      1. Софія
      2. Богуслав Казімєж[be] (бл. 1669—1730) — стольник великий литовський.
        1. Кароль (бл. 1690—1716)
          1. Юзеф (бл. 1713–1776) — дорсунішський староста, дружина — Аполонія Виговська (†1751)
            1. Іґнацій (1755—1787), староста дорсунішський.
              1. Ґабріель[be] (1784—1842), старшина (президент) 2-го департамента Головного суду Віленської губернії, учасник франко-російської війни 1812 року та Листопадового повстання (1830—1831).

      3. Марціян Міхал[be] (1672—1750), воєвода вітебський
        1. Станіслав Юрій (Єжи)[be] (?—1748), староста вербовський, каштелян мстиславський і вітебський
          1. Мацей (?—1786)
          2. Алоїзій (? — після 1769)

        2. Францішек Ксаверій (? — після 1750), ректор Віленського, Вітебського та Мінського єзуїтських колегіумів.
        3. Тадеуш Францішек[be] (1712—1783), воєвода троцький
          1. Анджей Іґнацій[be] (1740—1787), воєвода троцький
            1. Юзефа (1762—1841), дружина а) Іґнація Огінського (1755—1787); б) Яна Лопацінського; в) Іґнація Шишки
            2. Міхал Клеофас (1765—1833), російський сенатор, композитор
              1. Тадеуш Антоній (1798—1844), 1821 року разом із братом Францішеком Ксаверієм були визнані в княжій гідності Королівства Польського
              2. Францішек Ксаверій (1801—1873)
                1. Фелікс (1828—?), церемоніймейстер імператорського двору

              3. Амелія[be] (1803—1858), дружина Кароля Теофіла Залуського (1794—1845)
              4. Іреней Клеофас[be] (1808—1863 чи 1870), гофмейстер
                1. Богдан Міхал Юзеф Францішек[lt] (1848—1909), статський радник
                2. Міхал Міколай Северин Марк[pl] (1850—1902), статський радник

              5. Емма (1810—1871), дружина а) Іполита Бжостовського; б) Висоцького
              6. Іда (1813—?)

          2. Францішек Ксаверій Станіслав[be] (1742—1814), кухмістр великий литовський

        4. Казімєж Іґнацій (? — після 1769)
        5. Іґнацій (бл. 1698 — 1775) — обозний великий литовський, маршалок надвірний і великий литовський, Віленський каштелян, маршалок Головного трибуналу Великого князівства Литовського.

      4. Єжи
      5. Кристина
      6. Елеонора
      7. Олександр
      8. Самуель (?)

    2. Кароль
    3. Ян (1625—1684) — підвоєвода віленський, писар польний литовський, Мстиславський і Полоцький воєвода, польний гетьман литовський.
      1. Міколай Францішек[be], маршалок вовковиський, мечник ВКЛ, підскарбій надвірний литовський, каштелян троцький і посол у Росії
        1. Людвік Кароль[be] (?—1718), смоленський католицький єпископ
        2. Юрій
        3. Антоній

      2. Григорій Антоній (1654—1709) — чашник і хорунжий великий литовський, староста жмудський, польний і великий гетьман литовський.
        1. Казімєж Марціян[lt] (?—1727), підстолій великий литовський, староста мстибовський і єзерищанський
          1. Ян (?—1747)

        2. Ельжбета Маґдалена з Огінських Пузина[be] (1700—1767) — громадська діячка, меценатка; дружина Казімєжа Ґєлґуда та Антонія Міхала Пузини[be]
        3. Ян (?—1710), староста мстибовський, кухмістр великий литовський

      3. Леон Казімєж[pl] (?—1700), підстолій великий литовський
        1. Міхал Антоній

      4. Александр, староста мстибовський
      5. Казімєж Домінік (?—1733) — Троцький і Віленський воєвода.
        1. Марцибела
        2. Тереза
        3. Гелена[be] (бл. 1700—1790), дружина Іґнація Огінського
        4. Маріанна
        5. Юзеф Тадеуш[be] (бл. 1693—1736), генерал-майор війська литовського, мечник литовський, воєвода троцький
          1. Міхал Казімєж (1729—1800) — великий чашник литовський, польний писар литовський, воєвода віленський, великий гетьман литовський, генерал-майор військ Великого князівства Литовського.
          2. Авґуста
          3. Ґеновефа з Огінських Берестовська (Бжостовська)[pl] (бл. 1725—1792) — польська аристократка, дипломатка; дружина Адама Берестовського.
          4. Катажина
          5. Казимира
          6. Ельжбета[be] (1731—1771), дружина Міхала Вєльгорського[pl]

      6. Марціян Антоній (?—1703), каштелян мстиславський
      7. Ганна
      8. Маріанна
      9. Гелена
2. Ян, стольник великий литовський

### Молодша (брацлавська) гілка
Федір (?—1575), засновник молодшої, браславської гілки, представники якої втратили князівський титул; державця могильовський
1. Богдан (? — до 1607), підстолій троцький, ктитор церкви Святого Духа у Вільні, староста православного братства
2. Григорій
  1. Богдан (?—1658)
    1. Міхал (?—1712)
      1. Ян (?—1741), староста ясвойненський
        1. Іґнацій
          1. Ян, полковник
          2. Алоїзій

        2. Міхал, маршалок браславський, каштелян браславський
          1. Тадеуш
          2. Константій
            1. Август (1810—?)
            2. Артур Юзеф Маурицій Август (1838—?)
              1. Едмунд Юзеф Ксаверій Анджей Шимон
              2. Ян Маурицій Юзеф Віктор (1849—?)

            3. Маурицій Станіслав (1811—?)
            4. Вацлав (1815 — до 1883)
              1. Владислав
                1. Вацлав
                2. Леон

          3. Юзеф Казімєж Вінцент (1767—?), шамбелян короля Станіслава Августа Панятовського
            1. Міхал (1794—1855)
              1. Фердинанд
                1. Вітольд
                2. Броніслав

              2. Раймунд Наполеон (1826—?)
                1. Мар'ян

              3. Міколай (1831—?)
                1. Богдан

            2. Константій (1795—?)
            3. Юзеф (1797—?)

  2. Дмитрій
  3. Пйотр Богдан
    1. Ян Єжи[pl] (?—1678), підкоморій і маршалок браславський